# Персона (филм)
„Персона“ (на шведски: Persona) е шведски филм от 1966 година на режисьора Ингмар Бергман по негов собствен сценарий. Главните роли се изпълняват от Биби Андершон и Лив Улман а оператор е Свен Нюквист. Филмът е оценяван от самия Бергман и от редица критици като един от най-значимите в неговата кариера.

## В ролите
| Изпълнител        | Роля                     |
| ----------------- | ------------------------ |
| Биби Андершон     | Сестра Алма, медсестра   |
| Лив Улман         | Елизабет Фоглер, актриса |
| Маргарета Кроок   | Доктор                   |
| Гунар Бьорнстранд | Господин Фоглер          |
| Йорген Линдстрем  | Момчето, син на Елизабет |